# Mojné
Mojné is een Tsjechische gemeente in de regio Zuid-Bohemen, en maakt deel uit van het district Český Krumlov.
Mojné telt 274 inwoners.
Mojné was tot 1945 een plaats met een overwegend Duitstalige bevolking. Na de Tweede Wereldoorlog werd de Duitstalige bevolking verdreven.
In het centrum bevindt zich een dorpscafé met het kantoor van de burgemeester. Bij de vijver is een dorpswinkel en er is een speeltuin met een  grasveld waar ‘novy bal’ (voetvolley) wordt beoefend door de jongeren uit het dorp.
Monumenten :

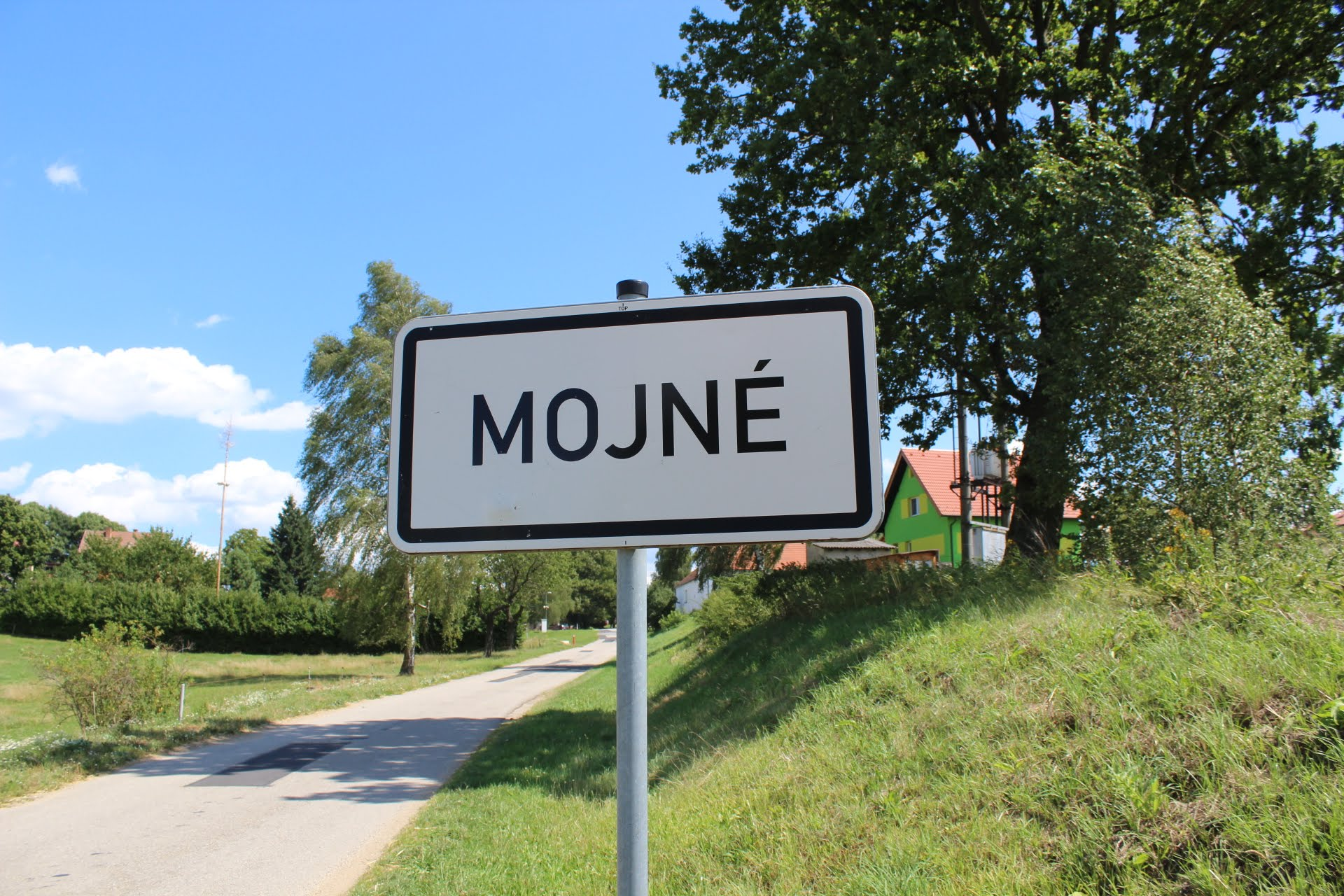
Grens gemeente Mojne.

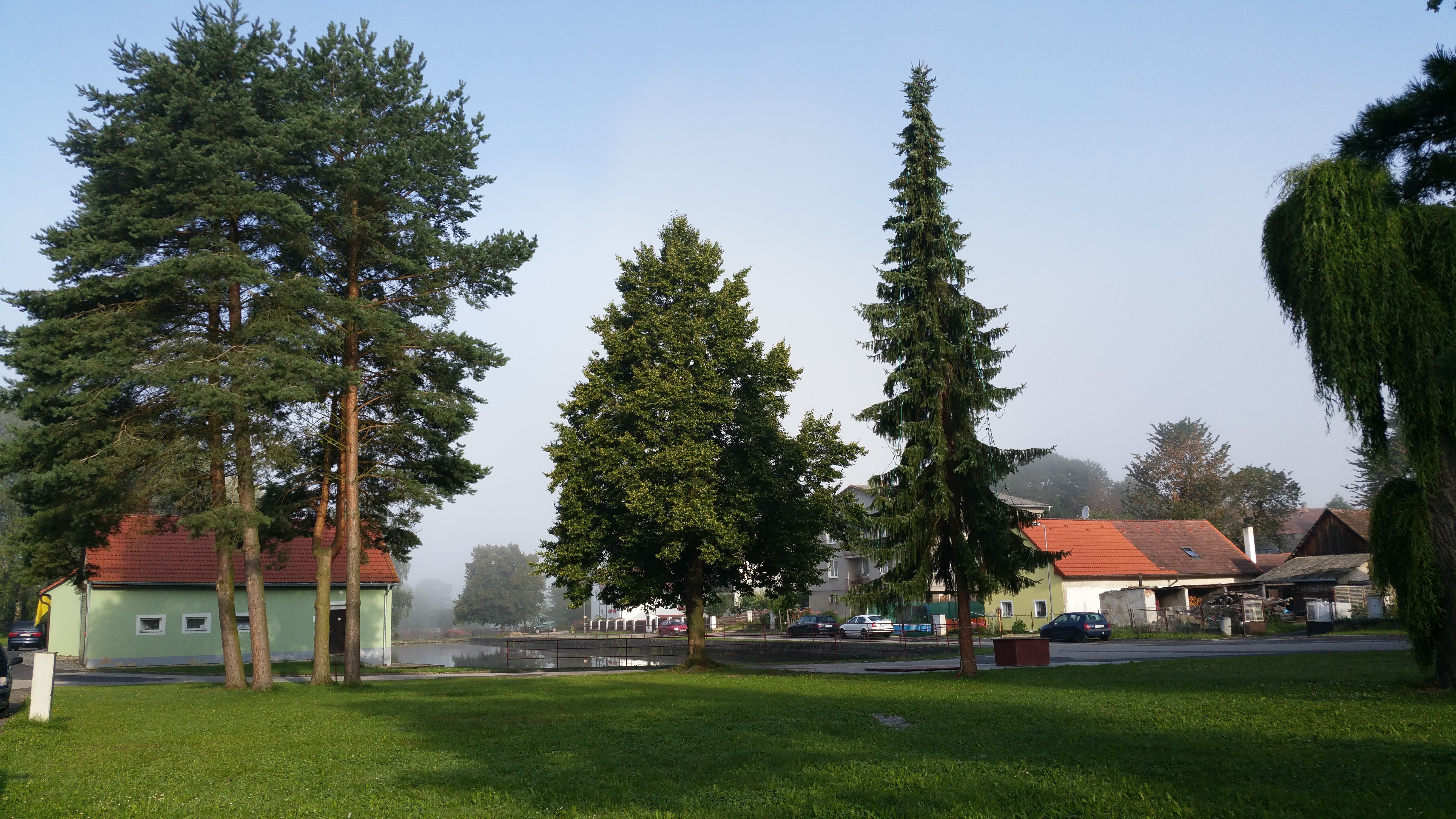
Dorpsgezicht Mojne.

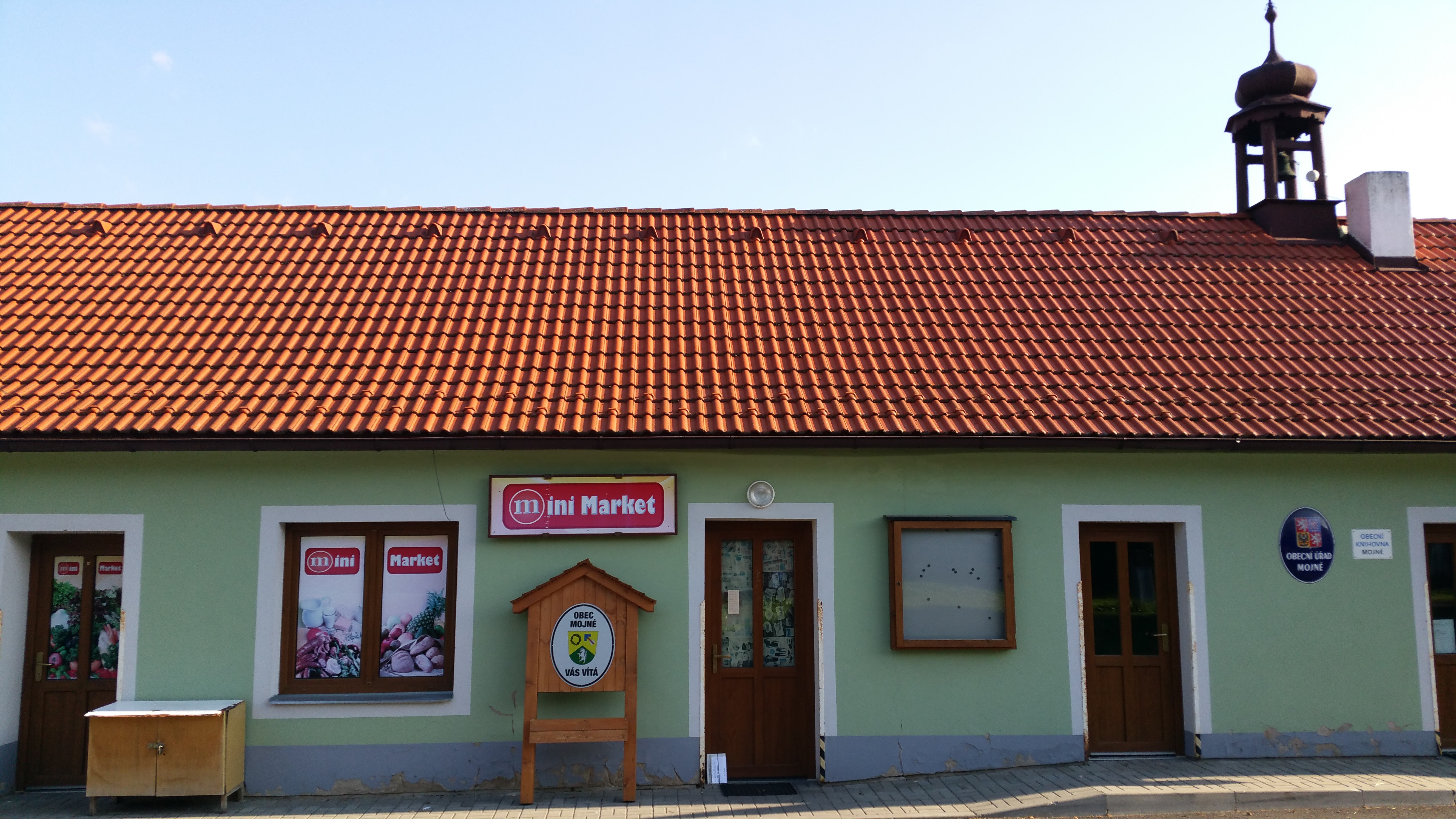
Gemeentehuis en dorpswinkel.

Gotische kerk van St. Maria Magdalena in Černice met een begraafplaats en een bewaarde ommuring. Boerderij (nr. 3) in Záhorkovice, die nu door de afstammelingen van de laatste boeren wordt gebruikt als recreatievoorziening.

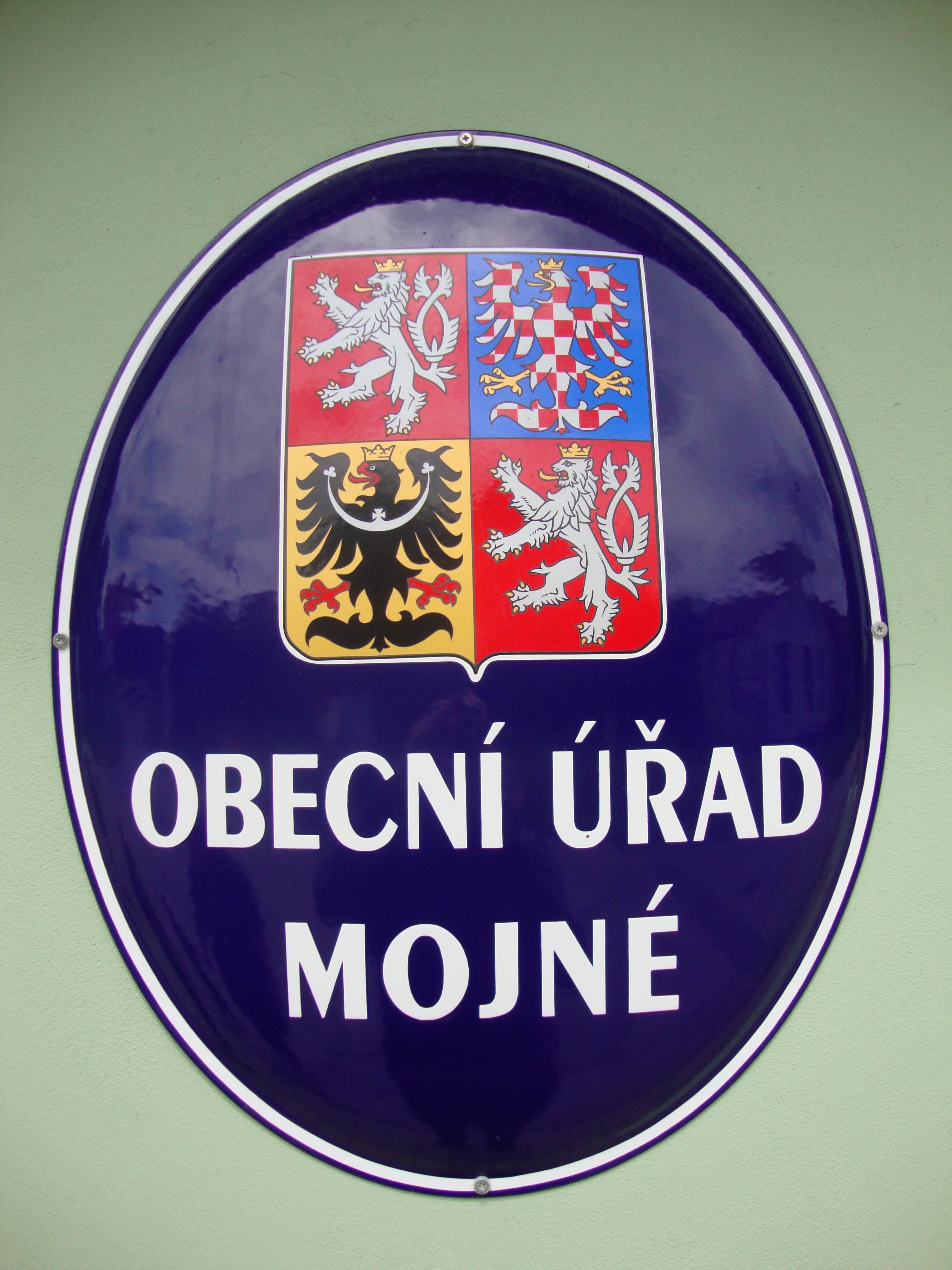
Gemeentewapen Mojne

Mojné bestaat uit 3 deelgemeenten:
- Mojné
- Černice
- Záhorovice

Benešov nad Černou · Besednice · Bohdalovice · Brloh · Bujanov · Černá v Pošumaví · Český Krumlov · Dolní Dvořiště · Dolní Třebonín · Frymburk · Holubov · Horní Dvořiště · Horní Planá · Hořice na Šumavě · Chlumec · Chvalšiny · Kájov · Kaplice · Křemže · Lipno nad Vltavou · Loučovice · Malonty · Malšín · Mirkovice · Mojné · Netřebice · Nová Ves · Omlenice · Pohorská Ves · Polná na Šumavě · Přední Výtoň · Přídolí · Přísečná · Rožmberk nad Vltavou · Rožmitál na Šumavě · Soběnov · Srnín · Střítež · Světlík · Velešín · Větřní · Věžovatá Pláně · Vojenský újezd Boletice · Vyšší Brod · Zlatá Koruna · Zubčice · Zvíkov